# Einkommensgerechtigkeit
Die Einkommensgerechtigkeit ist eine besondere Form der Verteilungsgerechtigkeit. Die Einkommensgerechtigkeit betrachtet die Frage, welche Einkommensverteilung gerecht ist, das heißt: Welches Einkommen ist für eine bestimmte Person oder Personengruppe in einer Gesellschaft gerecht? Kriterien sind hier üblicherweise Gleichheit, das besondere Bedürfnis der Person, die besondere Leistung der Person oder besondere erworbene Rechte.

## Grundlagen
Für den bedeutenden amerikanischen Ökonomenen Henry George sind die Fragen nach Einkommensverteilung und Vermögensverteilung nicht nur ökonomische, sondern primär ethische Fragen. John A. Ryan sah die Einkommensgerechtigkeit als das primäre Problem der Verteilungsgerechtigkeit an, nämlich in der Frage, ob alle Produktive Funktionen mit dem Gesamtlohn, den das Individuum erhalten hat, angemessen entlohnt werden
John Rawls fordert, dass bei wachsenden Einkommen der  Bessergestellten einer Gesellschaft, das Existenzminimum der Bedürftigen ansteigen müssen.

## Einkommensgerechtigkeit in Deutschland

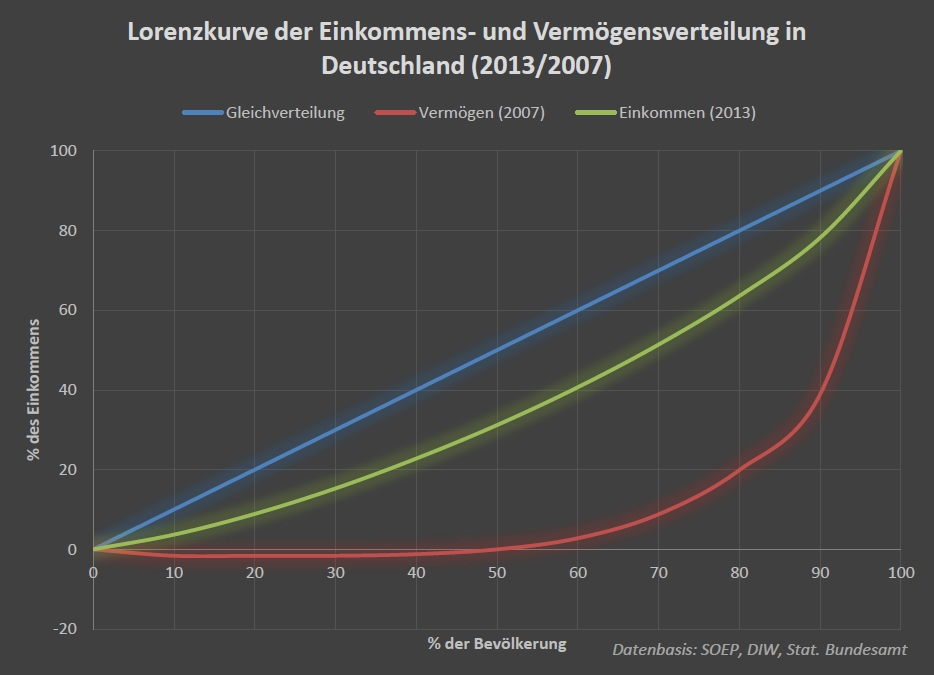

Untersuchungen der Universitäten Bielefeld und Konstanz aus dem Jahr 2010 ergaben, dass über 90 % Die heutigen sozialen Ungleichheiten als zu groß oder als viel zu groß empfinden. 5,5 % betrachten die soziale Ungleichheit als gerade richtig, 1,4 % als zu gering, 0,6 % als viel zu gering und 1,8 % konnten keine Auskunft geben. Für die nächsten zehn Jahre nimmt eine große Mehrheit der Befragten (über 80 %) eine Zunahme der sozialen Ungleichheit an, davon 51 % eine starke Zunahme. 31 % betrachteten ihr Einkommen als gerecht, 2,1 % als ungerechterweise zu hoch und der Rest als (in höherem oder geringeren Maße) ungerechterweise zu niedrig. Dabei stimmen die Befragten darin überein, dass der ausgeübte Beruf, die persönliche Leistung am Arbeitsplatz und die Berufserfahrung die größte Bedeutung für das Einkommen haben sollte. Einkommensungleichheiten werden prinzipiell als gerecht empfunden, aber die Niedriglöhne werden als zu niedrig und die Spitzenlöhne als zu hoch empfunden.